# فریم (ساری)
فریم از شهرهای استان مازندران در شمال ایران است. این شهر، مرکز بخش دودانگه واقع در شهرستان ساری است.

## جمعیت
بر اساس سرشماری سال ۱۳۹۵ جمعیت این شهر برابر با ۳۶۹ نفر جمعیت بوده‌است؛ که با این حساب، این شهر جزو ۱۰ شهر دارای کمتر از ۱۰۰۰ نفر جمعیت در ایران است.

## نامگذاری
نام اصلی این منطقه «پریم» بوده‌است که پس حمله مسلمانان به طبرستان به دست اعراب «فریم» نامیده شد.

## ویژگی‌های جغرافیایی
در جنوب شهرستان ساری منطقه‌ای است که از دید آب و هوا، ییلاقی بوده و به دودانگه/پریم/فریم معروف است. فریم در ۶۵ کیلومتری شهر ساری واقع شده‌است. این منطقه که از گردآمدن روستاهای امامزاده علی، واو دره، شلدره، تلاوک، کهنه ده، قلقل، محمدآباد، پهندر و مجی دینه سر، علی‌آباد، کرچا، رسکت، جعفرکلا و… تشکیل شده، امروزه با مرکزیت محمدآباد شناخته می‌شود. محمدآباد از سال ۱۳۸۶به شهر ارتقاء یافته‌است. مردم این شهر به کار کشاورزی و دامداری مشغول هستند. در این شهر واحدهای اداری و تجاری زیادی وجود دارد و همین امر باعث شده که مردم از روستاهای اطراف برای رفع نیاز و تهیهٔ نیازهای زندگی به این شهر رفت‌وآمد داشته باشند. امروز به سبب افزایش جمعیّت و رشد بافت انسانی جوامع، ساختار تقسیمات جغرافیایی و اقلیمی نیز به فراخور آن دست‌خوش دگرگونی می‌شوند.
پریم منطقه‌ای کوهستانی-جلگه‌ای است.
فریم خود ناحیه وسیعی است از کوه و دشت که حدود ۱۵ فرسنگ عرض و ۱۸ فرسنگ طول دارد و دشت آن را «پریم‌صحرا» می‌نامند. از شمال محدود است به پرکوه، افراچال، ورکی، گردشی، لاک‌تراشان، از مشرق به دینه‌سر، سیدآباد چهاردانگه، و حد جنوبی آن پاجی و میانا و معبر کوهستانی گونگلی و هیکوه.— چراغعلی اعظمی سنگسری

## تاریخچه
از این شهر در منابع تاریخی کهن به نام «پَریم» یا «جبال قارن» و بخشی از هزار جریب، یاد شده که
شهری عظیم با حصاری آجری، شبیه به قلعه در دشتی به نام «پریم» بوده‌است و گویی بر اثر چند زلزلهٔ ویرانگر به کلّی از بین رفته‌است و درگذار تاریخ دگربار آبادانی و زندگی به این منطقهٔ خوش‌نشین رو آورده و مردمی گرم دل و مهربان را در خود جای داده و پرورده‌است تا سال ۱۳۶۰ دهستان‌های چاشم و پشتکوه نیز جزئی از دودانگه بودند وبخش کوهستانی از دودانگهٔ فریم به شهرستان مهدیشهر استان سمنان ملحق گردید.

## زبان
مردم این دهستان از قومیت طبری (مازندرانی) هستند.
گویشوران این منطقه به زبان طبری و با لهجهٔ پریمی سخن می‌گویند، البته در لهجه روستاها به فراخور پراکندگی و به میزان دوری از هم نیز رنگارنگی و تفاوت‌های آوایی و کلامی دیده می‌شود اما این گوناگونی سبب نابسامانی و اختلال در پیام‌رسانی و ارتباط زبانی نمی‌گردد.

## جمعیت
بر اساس سرشماری سال ۱۳۹۵ جمعیت این شهر برابر با ۳۶۹ نفر جمعیت بوده‌است.

## زمین‌لرزه‌های تاریخی
برای نمونه در قرن پنجم هجری برابر سال ۱۱۲۷ میلادی زمین‌لرزهٔ بزرگی در منطقهٔ
هزار جریب جنوبی سبب ویرانی سراسری روستاهای منطقهٔ پریم که در درهٔ پهناوری در کوه‌های خاوری پل سفید واقع است، شد. همچنین در سال ۶۰۰ قمری برابر ۱۳۰۹ میلادی زمین لرزه‌ای روستاهای فراوانی را
در مازندران تقریباً به‌طور کامل نابود کرد و سبب از رونق افتادن منطقهٔ پریم گردید.

## جغرافیای تاریخی
به هر روی، دودانگه به عنوان بخشی از هزار جریب و درعصر «اسپهبدان» وقایع و رویدادها و فراز و فرودهای فراوانی به خود دیده‌است. در زمان هارون الرشید، هزار جریب «پریم» در دست «اسپهبد شروین باوند» بود. در تقسیمات «تاریخ طبرستان» تألیف اسفندیار کاتب، که طبرستان را به دو پاره «هامون» و «کهستان» قسمت کرده‌است، «پریم» را در ردیف کهستان آورده‌است. در جای دیگر «ابن اسفندیار» می‌نویسد: فریم که کوه قارن می‌خوانند به برادر
کهتر «قارن» سپرده شد.

## تاریخ

### دودمان‌های حاکم
- آل گاوباره که از سال چهل تا صد و چهل و چهار قمری (۱۴۴–۴۰ هـ. ق) در دشت مازندران و استرآباد (گرگان) فرمانروایی داشتند.
- پادوسپانان که در حقیقت شاخه‌ای از آل گاوباره بودند که از سال ۴۰ تا ۱۰۰۴ قمری حدود یک هزار سال تا عصر شاه عباس صفوی بر منطقه غربی مازندران و رویان حکومت کردند.
- آل وشمگیر یا آل زیار که از ۳۱۶ تا ۴۷۰ هـ. ق در شرق مازندران حضور داشتند.
- آل قارن که حدود ۵۰ پیش از هجرت تا سال ۲۴۴ هـ. ق بر قلمرو جبال مازندران فرمانروایی کردند.
- آل باوند یا اسپهبدان که از سال ۴۵ تا ۳۹۷ هـ. ق در منطقه جبال مازندران یعنی در بخش سوادکوه و هزار جریب پریم (فریم یا دودانگهٔ امروزی) حکومت داشتند. به همین سبب به اینان «ملک جبال» هم گفته‌اند. «اسپهبد شروین» از فرمانروایان مشهور آنان بود.

در دوره‌های بعد از طاهریان و صفاریان تا روزگار قاجار مازندران و بخش‌های مختلف آن مورد تاخت و تاز قرار گرفتند. در دو دورهٔ صفویه و قاجاریه؛ مازندران مرکز نفوذ؛ قدرت و حکومت بوده‌است. منطقهٔ دودانگه پیوسته در همهٔ جنگ و گریزهای تاریخی و مقاومت در برابر تازش بیگانگان به سبب بافتار جغرافیایی و بهره‌مندی از مردمی غیور و ستبر جلوه‌ای ویژه داشته‌است که آخرین نمونهٔ تاریخی آن را شاعر بزرگ همین منطقه، میرزا محمود فدایی مازندرانی از پایداری مردم دودانگه در برابر سپاه روس در قصیده‌ای بلند به تصویر کشیده‌است. شواهد و پژوهش‌هایی که بر پیشینهٔ کهن و تاریخ منطقهٔ «پَریم» گواهی می‌دهند:
الف) گزارش و پژوهش برخی از خاور شناسان از جمله «ه.ل. رابینو» محقق فرانسوی و تحقیق دائرةالمعارف بریتانیکا.
ب) وجود گنبد رسکت بازمانده از قرن پنجم قمری در کنار روستای رسکت(resket)که هنوز هم بردامنهٔ صخره‌ای برپاایستاده و همچون قراولان وقلعه بانان کهن، چشم به سوی دشت پریم دوخته‌است که خوش بختانه کاوش‌های اخیر باستان شناسان و دیرینه شناسان نیز گواه پیشینهٔ فرهنگی و شهری این منطقه‌است. دو سال پیش با اجرای عملیات گمانه‌زنی در منطقهٔ دودانگه در محوطه برج رسکت ساری بقایایی کشف شد. در این عملیات، گورستانی متعلق به قرون میانهٔ اسلامی شناسایی شد که آرامگاهی بودن این برج را ثابت می‌کند. در شرق گورستان محوطه‌ای مسکونی به وسعت چهار هکتار و متعلق به قرون میانهٔ اسلامی و دوره سلجوقی نمایان شد که فضای اصلی آن با استفاده از سنگ و گچ ساخته و تمامی سطح داخلی دیواره‌های آن با گچ‌بری‌هایی به خط کوفی آراسته شده‌است.
پ) آثار و بازماندهٔ بناهای کهن و برخی اسامی آن‌ها. برای نمونه در روستای کرچا(korcha)زمین‌های وسیعی پر از آجرهای پخته از روزگاران قدیم است و در تپه‌های اطراف آن هم دیواره‌های گج اندودیافت شده‌است و جالب تر این که در حوالی این روستا چند نام با پیشوند «شهر» هنوز به کار می‌رود مثل شهردشت، شهربن که ازتوابه روستای کرسبkoresb می‌باشد گمان می‌کنیم در این منطقه بناهای آباد و مظاهر شهری بسیاری وجود داشته که در زلزلهٔ بزرگ پایان قرن هفتم هجری به‌طور کامل ویران و با خاک یکسان شده‌است و آن پاره‌های آجر و اسامی، تنها یادگاران شکوه گذشته‌اند.
کتاب فارسی «مرزبان نامه» که در اصل به زبان تبری /طبری (مازندرانی کهن) نوشته شده بود نویسندهٔ اصلی این اثر پساوند «پریم» را در نامش دارد: اسپهبد مرزبان بن رستم شروین پریم که از شاه زادگان و اسپهبدان شهر پریم بوده و کتاب مرزبان نامه را به زبان مازنی و در قالب fabel فراهم آورده‌است؛ بنابراین اگر روزی اصل نسخهٔ طبری این اثر پیدا شود، نخستین و بزرگ‌ترین اثر مکتوب شهر باستانی پریم شمرده خواهد شد. همین نویسنده دیوان شعری هم به نام «نیکی نومه» داشته‌است که از آن نیز جز نامی بر جای نمانده‌است. برای پرهیز از به درازا کشیدن سخن از برشمردن همهٔ بزرگان فکری، فرهنگی و سیاسی منطقهٔ پریم در گسترهٔ تاریخی، خودداری می‌کنیم و تنها به ذکر یکی از بزرگ‌ترین چهره‌هایی که از پس ابر زمانه به تازگی رخساره عیان کرده‌است، بسنده می‌کنیم.

## بزرگان
میرزا محمود فدایی مازندرانی مرثیه سرای بزرگ روزگار قاجار از روستای تلاوک منطقهٔ دودانگهٔ فریم و از مفاخر تاریخ ادبیات فارسی ایران است. جلد نخست مقتل منظوم او در قالب ترکیب بند با حدود ۴۲۰۰ بیت در سال ۱۳۷۷ به کوشش دکتر فریدون اکبری شلدره به چاپ رسیده‌است. کلیات مقتل فدایی پس از سال‌ها تحقیق و پژوهش‌های دراز دامن در سال ۱۳۸۸ خورشیدی منتشر شده‌است که یکی از شگفتی‌های ادبیات عاشورایی به‌شمار می‌آید. سوگنامهٔ عاشورایی فدایی سرشار از تصاویر تب‌ناک شعری است. ویژگی زبان شعری فدایی را باید در کاربست فراوان صور خیال و تصویرگری‌های شعری او دانست.
بخش دوم کلیات مقتل فدایی سرشار از نوحه‌های استوار عاشورایی است. نوحه و ترجیعات عاشورایی با فدایی به اوج خود می‌رسد. زبان شعری فدایی در اشعار سینه‌زنی و نوحه‌سرایی بسیار فاخر و فخیم است.

## برج رسکت
در سال ۲۳۱ خورشیدی برابر با ۲۳۷ قمری شهاب سنگی در منطقه فریم سقوط کرد که به نام شهاب سنگ اسپهبد شروین خوانده شد. برخی پژوهشگران برج رسکت را یادمانی در نزدیکی محل سقوط این شهاب سنگ می‌دانند. برج رسکت از بناهای قرن پنجم هجری قمری است. این اثر در تاریخ ۹ مرداد ۱۳۱۲ با شمارهٔ ثبت ۱۹۳ به‌عنوان یکی از آثار ملی ایران به ثبت رسیده‌است و حدود شصت کیلومتری جنوب غرب شهر ساری قرار دارد. برج رسکت، افزون بر معماری شگفت، دو سنگ نگاره به خط کوفی گلزار و پهلوی ساسانی دارد که بر ارزش هنری آن افزوده‌است. برج رسکت با نقشهٔ مدور از آجر بنا شده‌است. ورودی بنا در جهت خاوری و در بالای طاق‌نمای ورودی دارای نگاره‌های چشم‌نواز گچی مقرنس کاری است و چهار سر کتیبه کوفی گلزار و خط پهلوی ساسانی به طرز زیبایی گچ‌بری شده‌است که مشتمل بر آیه‌های قرآنی و مطالب تاریخی است. گام‌های بازسازی بر روی برج از سال‌های ۱۳۵۹ تا ۱۳۶۷ انجام شده‌است. برج رسکت در شیب تند کوهی سنگی بنا شده و همواره این سؤال مطرح بوده که این بنای آجری چگونه در این شیب تند ایستاده‌است؟ برج آرامگاهی رسکت در زمان غزنویان ساخته شده‌است اما در این زمان خاندان باوندیان که از اسپهبدان ساسانی بودند در مازندران حکومت می‌کردند. این خاندان از دوره ساسانی در این منطقه از کشور بوده‌اند اما با ورود اسلام، مسلمان شده و حدود ۷۰۰ سال در مازندران حکومت کرده‌اند. برج رسکت آرامگاه «شهریار ابن قارن»، و یکی از اعضای خاندان باوندیان است.